# Корте Мадера (Калифорнија)
Корте Мадера (енгл. Corte Madera) град је у америчкој савезној држави Калифорнија. По попису становништва из 2010. у њему је живело 9.253 становника.

## Демографија
Према попису становништва из 2010. у граду је живело 9.253 становника, што је 153 (1,7%) становника више него 2000. године.
| Група             | 2000.         | 2010.         |
| Белци             | 7.731 (85,0%) | 7.364 (79,6%) |
| Афроамериканци    | 80 (0,9%)     | 87 (0,9%)     |
| Азијати           | 553 (6,1%)    | 625 (6,8%)    |
| Хиспаноамериканци | 436 (4,8%)    | 772 (8,3%)    |
| Укупно            | 9.100         | 9.253         |